# ボルボ・B5L
ボルボ・B5L（Volvo B5LH, Volvo BRLH）は、ボルボが2008年から製造しているハイブリッドバス。
シャーシはB7Lに似ており、I-SAM、ボルボ・D5Eエンジンを搭載できる。
ライト・エクリプス・ジミニの車体を纏ったB5Lが2008年に6台製造され、そのうちの1台がイギリスで行われたユーロ・バス・エキスポ2008で披露された。2009年からアリーヴァ・ロンドンがこれらを運行し始めた。
B5Lの1階建てタイプの完成車（車体もボルボ）も、ボルボ・7700ハイブリッド、ボルボ・7900ハイブリッドとして販売している。
2010年5月に、ボルボはB5Lと7700の量産に入ると発表した。